# Écutigny
Écutigny ist eine französische Gemeinde mit 79 Einwohnern (Stand 1. Januar 2022) im Département Côte-d’Or in der Region Bourgogne-Franche-Comté. Sie gehört zum Kanton Arnay-le-Duc und zum Arrondissement Beaune.
Nachbargemeinden sind Bessey-la-Cour im Nordwesten, Vic-des-Prés im Nordosten, Lusigny-sur-Ouche und Montceau-et-Écharnant im Osten, Saussey im Süden und Thomirey im Westen. 

## Siehe auch

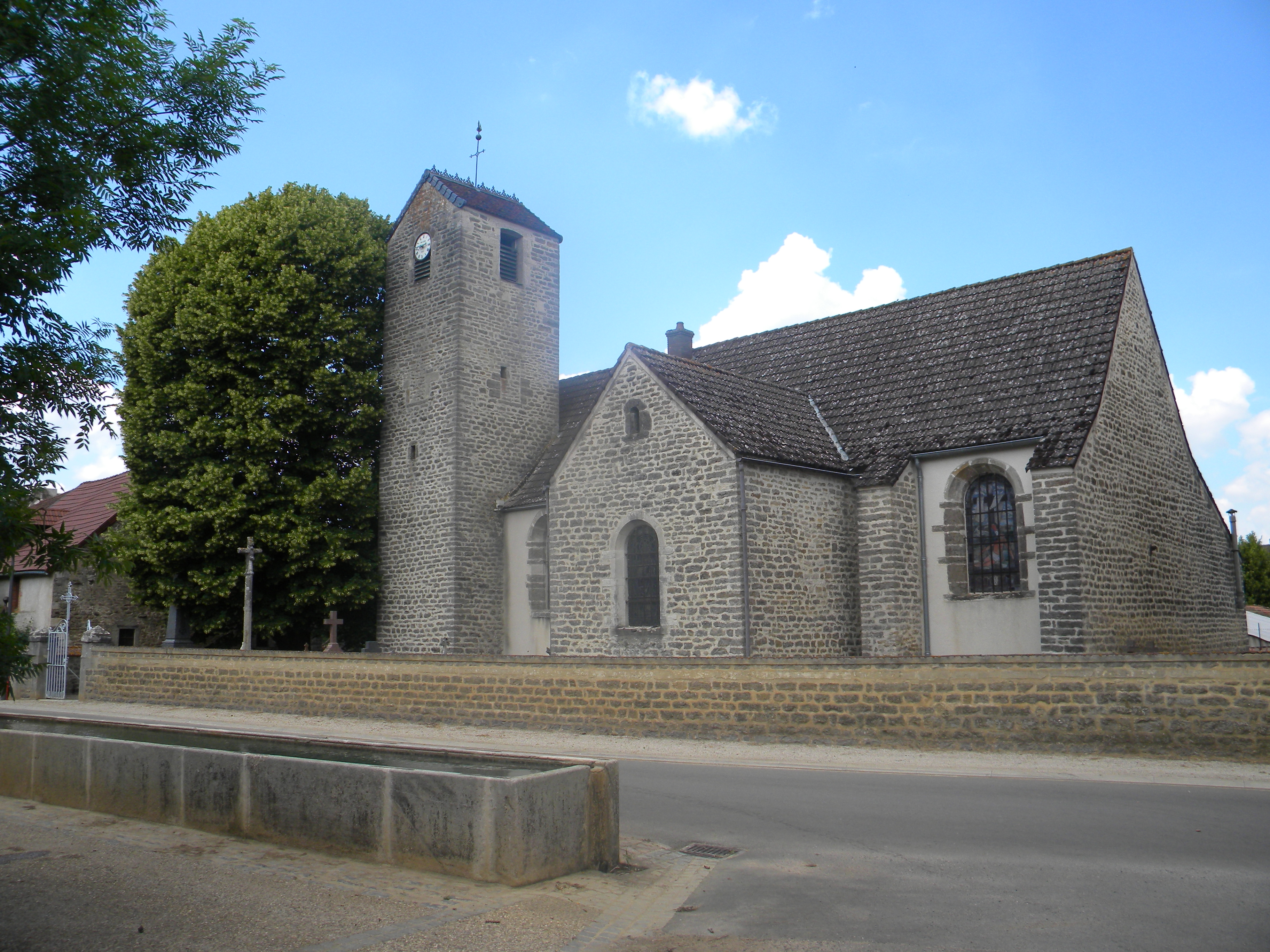
Kirche Saint-Cassien-Saint-Sébastien

## Bevölkerungsentwicklung
| Jahr                       | 1962 | 1968 | 1975 | 1982 | 1990 | 1999 | 2008 | 2016 |
| -------------------------- | ---- | ---- | ---- | ---- | ---- | ---- | ---- | ---- |
| Einwohner                  | 102  | 108  | 99   | 81   | 85   | 78   | 108  | 88   |
| Quellen: Cassini und INSEE |      |      |      |      |      |      |      |      |